# بيت الشامي (بعدان)

تعديل مصدري - تعديل

بيت الشامي محلة تابعة لقرية تهوف، التابعة لعزلة ضابي بمديرية بعدان إحدى مديريات محافظة إب في الجمهورية اليمنية، بلغ تعداد سكانها 40 حسب تعداد اليمن لعام 2004.